# Рошня (Словенія)
Рошня (словен. Rošnja) — поселення в общині Старше, Подравський регіон‎, Словенія.